# Alone in the Dark 3
Alone in the Dark 3 è un videogioco distribuito da Infogrames nel 1995, il gioco è il terzo capitolo della serie omonima. Ultimo capitolo della trilogia originale.

## Trama
1925, una troupe cinematografica scompare misteriosamente nei pressi di un paesino di nome Slaughter Gulch
situato nel Deserto del Mojave. Le autorità chiamano Edward Carnby a indagare ma lui rifiuta, fino a quando non gli dicono che il paese è abitato da fantasmi e che tra l'équipe c'è anche Emily Hartwood, vecchia amica di Edward. Qui inizia ad essere perseguitato oltre che da fantasmi sanguinari, anche da dei cowboy mostro con il grilletto facile che si scoprirà essere stati mutati così dalla cava radioattiva che scavò Jeb Stone (figlio di Ezejial Pregtz, vecchio nemico di Carnby) il fantasma di un pazzo criminale molto temuto che si pensava fosse morto. Edward scopre oltre a quello che è successo agli abitanti, anche che dietro la scomparsa dell'équipe cinematografica c'è Stone.
Edward dovrà superare orde di mostri e fantasmi nel tentativo di salvare la sua compagna e fuggire dal villaggio maledetto.